# Taxa Nyquist

Figura 1: Exemple típic de freqüència i velocitat de Nyquist. Poques vegades són iguals, perquè això requeriria un excés de mostreig per un factor de 2 (és a dir, 4 vegades l'amplada de banda).

En el processament del senyal, la velocitat de Nyquist, anomenada així en honor a Harry Nyquist, és un valor (en unitats de mostres per segon o hertz, Hz) igual al doble de la freqüència més alta (amplada de banda) d'una funció o senyal donats. Quan la funció es digitalitza a una freqüència de mostreig més alta, es diu que la seqüència de temps discret resultant està lliure de la distorsió coneguda com a aliasing. Per contra, per a una freqüència de mostreig donada, la freqüència de Nyquist corresponent en Hz és la meitat de la freqüència de mostreig. Tingueu en compte que la velocitat de Nyquist és una propietat d'un senyal de temps continu, mentre que la freqüència de Nyquist és una propietat d'un sistema de temps discret.
El terme taxa de Nyquist també s'utilitza en un context diferent amb unitats de símbols per segon, que en realitat és el camp en què treballava Harry Nyquist. En aquest context, és un límit superior per a la taxa de símbols a través d'un canal de banda base amb amplada de banda limitada com una línia de telègraf o un canal de banda de pas com una banda de radiofreqüència limitada o un canal múltiplex de divisió de freqüència.

## Relatiu al mostreig

Figura 2: transformada de Fourier d'una funció de banda limitada (amplitud vs freqüència)

Quan una funció contínua, {\displaystyle x(t),} es mostreja a una velocitat constant, {\displaystyle f_{s}} mostres/segon, sempre hi ha un nombre il·limitat d'altres funcions contínues que s'ajusten al mateix conjunt de mostres. Però només un d'ells està limitat a banda {\displaystyle {\tfrac {1}{2}}f_{s}} cicles/segon (hertz),  que significa que la seva transformada de Fourier, {\displaystyle X(f),} és {\displaystyle 0} per a tot {\displaystyle |f|\geq {\tfrac {1}{2}}f_{s}.} Els algorismes matemàtics que s'utilitzen normalment per recrear una funció contínua a partir de mostres creen aproximacions arbitràriament bones a aquesta funció teòrica, però infinitament llarga. Es dedueix que si la funció original, {\displaystyle x(t),} està limitat a la banda {\displaystyle {\tfrac {1}{2}}f_{s},} que s'anomena criteri de Nyquist, llavors és l'única funció que els algorismes d'interpolació estan aproximant. En termes d'amplada de banda pròpia d'una funció {\displaystyle (B),} tal com es descriu aquí, el criteri de Nyquist s'indica sovint com {\displaystyle f_{s}>2B.} I {\displaystyle 2B} s'anomena taxa de Nyquist per a funcions amb amplada de banda {\displaystyle B.} Quan no es compleix el criteri de Nyquist {\displaystyle (}say, {\displaystyle B>{\tfrac {1}{2}}f_{s}),} es produeix una condició anomenada aliasing, que provoca algunes diferències inevitables entre {\displaystyle x(t)} i una funció reconstruïda que té menys amplada de banda. En la majoria dels casos, les diferències es veuen com una distorsió.

Figura 3: Els 2 gràfics superiors mostren transformades de Fourier de 2 funcions diferents que produeixen els mateixos resultats quan es mostren a una velocitat determinada. La funció de banda base es mostra més ràpid que la seva velocitat de Nyquist, i la funció de pas de banda està submostrejada, convertint-la efectivament en banda base. Els gràfics inferiors indiquen com es creen resultats espectrals idèntics mitjançant els àlies del procés de mostreig.